# 실비아 나바로
실비아 나바로(Silvia Navarro, 1978년 9월 14일 ~ )는 멕시코의 배우이다.

## 출연 작품
- 더 퍼펙트 딕테이터쉽 (2014)
- 스탠드업 (2011)